# Eupithecia hospitata
Eupithecia hospitata là một loài bướm đêm trong họ Geometridae.